# 21 thermidor
21 messidor 21 fructidor
Le primidi 21 thermidor, officiellement dénommé jour de la carline, est le 321e jour de l'année du calendrier républicain.
C'était généralement le 8e jour du mois d'août dans le calendrier grégorien.